# TTS Trenčín
El Tělovýchovná jednota Trenčiansky Telocvičný Spolok Trenčín (en español: Unidad de Educación Física y Gramática Trenčiansky de Trenčín), conocido simplemente como TTS Trenčín, fue un equipo de fútbol de Eslovaquia que alguna vez jugó en la Primera División de Checoslovaquia, la liga de fútbol más importante de aquel país.

## Historia
Fue fundado en el año 1904 en la ciudad de Trenčín con el nombre Trencsény Torna Egyesület (TTE).
Durante la Segunda Guerra Mundial jugó en la Primera División de Eslovaquia, ya que en aquellos años las ligas de la República Checa y de Eslovaquia eran competiciones separadas. En la década de los años 1960s cambió su nombre por el de Jednota Trencín, obteniendo el subcampeonato de la Primera División de Checoslovaquia en 1963, solo por detrás del FK Dukla Praga.
En 1966 y 1968 participó en la Copa Mitropa y descendió en 1972. En 1975 retorna a la máxima categoría, donde permaneció hasta 1980, y descendió a la Tercera División en 1981. Al año siguiente cambió su nombre por el más reciente y retornó a la Segunda División, aunque descendió al tercer nivel en 1985. Jugó en la Primera División de Checoslovaquia más de 400 partidos y se ubica en el lugar 24 de la tabla histórica de la Liga.
En la última temporada de Checoslovaquia en 1992/93, terminaron en el tercer nivel, ubicados en el sétimo lugar por encima del Ozeta Dukla Trenčín, con quien terminaría fusionándose y desapareciendo para dar paso al FK AS Trenčín.